# Nuoto ai Giochi della XVI Olimpiade - 200 metri rana maschili
La competizione dei 200 metri rana maschili di nuoto ai Giochi della XVI Olimpiade si è svolta nei giorni 30 novembre e 1º dicembre 1956 allo stadio del nuoto di Melbourne.

## Programma
| Data             | Round    | Note                               |
| ---------------- | -------- | ---------------------------------- |
| 30 novembre 1956 | Batterie | I migliori 8 tempi alle semifinali |
| 1º dicembre 1956 | Finale   |                                    |

## Risultati

### Batterie
| Pos. | Atleta           | Nazione          | Tempo  | Posizione |
| ---- | ---------------- | ---------------- | ------ | --------- |
| 1    | Masaru Furukawa  | Giappone         | 2'36"1 | 1         |
| 2    | Knud Gleie       | Danimarca        | 2'36"4 | 2         |
| 3    | Farid Dosaiev    | Unione Sovietica | 2'43"9 | 10        |
| 4    | Louis Kozma      | Belgio           | 2'48"4 | 12        |
| 5    | Shamsher Khan    | India            | 3'17"0 | 15        |
| -    | Octavio Mobiglia | Brasile          | Squal. | -         |
| -    | Parsons Nabiula  | Filippine        | Squal. | -         |

| Pos. | Atleta           | Nazione          | Tempo  | Posizione |
| ---- | ---------------- | ---------------- | ------ | --------- |
| 1    | Ihor Zaseda      | Unione Sovietica | 2'40"1 | 4         |
| 2    | Terry Gathercole | Australia        | 2'40"2 | 5         |
| 3    | Manuel Sanguily  | Cuba             | 2'41"8 | 7         |
| 4    | René Kohn        | Lussemburgo      | 2'50"9 | 13        |
| 5    | István Szívós    | Ungheria         | 3'18"7 | 16        |
| -    | Álvaro Gómez     | Colombia         | Squal. | -         |
| -    | Herbert Klein    | Germania         | Squal. | -         |

| Pos. | Atleta              | Nazione          | Tempo  | Posizione |
| ---- | ------------------- | ---------------- | ------ | --------- |
| 1    | Masahiro Yoshimura  | Giappone         | 2'38"6 | 3         |
| 2    | Kharis Yunichev     | Unione Sovietica | 2'41"2 | 6         |
| 3    | Hugues Broussard    | Francia          | 2'43"0 | 8         |
| 4    | Gilbert Desmit      | Belgio           | 2'43"5 | 9         |
| 5    | Christopher Walkden | Gran Bretagna    | 2'47"1 | 11        |
| 6    | Bob Hughes          | Stati Uniti      | 2'52"2 | 14        |
| -    | Ghulam Rasul        | Pakistan         | Squal. | -         |

### Finale
| Pos.    | Atleta             | Nazione          | Tempo  |
| ------- | ------------------ | ---------------- | ------ |
| Oro     | Masaru Furukawa    | Giappone         | 2'34"7 |
| Argento | Masahiro Yoshimura | Giappone         | 2'36"7 |
| Bronzo  | Kharis Yunichev    | Unione Sovietica | 2'36"8 |
| 4       | Terry Gathercole   | Australia        | 2'38"7 |
| 5       | Ihor Zaseda        | Unione Sovietica | 2'39"0 |
| 6       | Knud Gleie         | Danimarca        | 2'40"0 |
| 7       | Manuel Sanguily    | Cuba             | 2'42"0 |
| -       | Hugues Broussard   | Francia          | Squal. |